# Shughni
Shughni eller Shugnan-Rushan är ett iranskt språk med 60 000 talare, varav 40 000 i Tadzjikistan (1975) och 20 000 i Afghanistan (1992). I Tadzjikistan används det av alla åldrar.
Shughni pratas i Pamirbergen i östra Tadzjikistan i Gorno-Badachsjanprovinsen och i norra Afghanistan kring gränsen mot Tadzjikistan.
Shughni har åtminstone dialekterna rushani (som möjligen är annan dialekt än oroshani), bartangi, oroshor och khufi. Khufi och bartangi är möjligtvis egna språk.

## Fonologi
Shughni har följande konsonanter:
|           | Bilabial | Labiodental | Dental | Alveolar | Postalveolara | Palatala | Velar | Uvulara |
| --------- | -------- | ----------- | ------ | -------- | ------------- | -------- | ----- | ------- |
| Klusil    | p b      |             |        | t d      |               |          | k g   | q       |
| Frikativa |          | f v         | θ ð    | s z      | ʃ ʒ           |          | x ɣ   | χ ʁ     |
| Affrikata |          |             |        | t͡s d͡z    | t͡ʃ d͡ʒ         |          |       |         |
| Halvvokal | w        |             |        | l r      |               | j        |       |         |
| Nasal     | m        |             |        | n        |               |          | ŋ     |         |